# Генріх IV Вірний
Генріх IV Вірний (1291/1292 — між 1323 та 1324) — князь Глогуво-Жаганський і Великопольський (як Генріх IV) у 1309—1312 роках, князь Жагансько-Сцинавський у 1312—1317 роках, князь Познанський у 1312—1314 роках, князь Глогувський у 1317—1321 роках (як Генріх II), князь Жаганський у 1317—1342 роках.

## Життєпис

### Молоді роки
Походив з Сілезьких П'ястів. Старший син Генріх III, князя Глогувського, та Матильди Брауншвейг-Люнебурзької. Народився 1291 або 1292 року. 1296 року відповідно до домовленостей батька з Владиславом Локетеком ставав спадкоємцем останнього у Великій Польщі(на час, коли у того не було спадкоємця чоловічої статі).
1309 року після смерті батька разом з братами Конрадом, Болеславом, Яном і Пшемислом отримав спільну владу над Глогувським і Великопольським князівствами. Проте фактично керівництво до 1312 року здійснювала їх мати. Але невдовзі Генріх, як старший син, став долучатися до управління.

### Боротьба за Велику Польщу
У 1310 році Генріх IV разом з братами Конрадом і Болеславом 3 березня 1310 року на з'їзді в Берліні відмовився від своїх претензій на Східну Померанію на користь Вальдемара I, маркграфа Бранденбург-Штендаля, і Йоган V, маркграфа Бранденбург-Зальцведеля. Останні незабаром за велику грошову суму на користь Тевтонського ордена. Також відбулося весілля з представницею роду Бранденбург-Зальцведель. Того ж року у Великій Польщі спалахнуло повстання проти влади Генріха IV і його молодших братів. Генріх IV зазнав поразки від повстанців у битві під Клецко. Втім продовжив запеклу боротьбу без значного успіху.
Зрештою 1312 року на бік повсталих перейшли Якуб Свинка, архієпископ Гнєзненський, і Анджей Заремба, єпископ Познанський. Тоді Генріх IV з братами вирішили розділити батьківський спадок. Він отримав князівства Жаганське, Сцинавське, Познаньське, але керував ними спільно з братами Яном та Пшемислом. Проте з огляди на досить молодий вік братів Генріх IV фактично самостійно тут панував.
У 1313 році до Великої Польщі вдерся Владислав Локетек, на бік якого перейшла значна частина місцевої шляхти. До 1314 року було втрачено Познанське, Каліське і Гнєзненське князівства. Під владою Генріха IV Вірного залишилися південно-західні землі Великопольщі, кордоном з Локетеком стала річка Обра. В свою чергу Генріх IV намагався отримати допомогу від свого союзника і родича — Вальдемара I, маркграфа Брандунбург-Штендальського, але той в цей час воював з Мекленбургом і герцогством Саксонським.

### Війни в Сілезії
Невдала боротьба за Велику Польщу частково була пов'язана зі складною ситуацією в Сілезії, де проти Генріха IV та його братів виступило Легніцьке князівство. З військами останньої велася запекла, але марна війна до 1317 року. Вона лише послабила обидві сторони. 1317 року відбувся новий розділ спадкових володінь з рештою братів, внаслідок чого Генріх IV стає князем Глогувським (разом з братом Пшемислом) та Жаганським (одноосібно).
Наступні декілька років Генріх IV намагався зміцнити своє становище у підвладних володіннях, знайти союзників у боротьбі за Велику Польщу і Сілезію. Натомість 1322 року утворилася коаліція його ворогів у складі князів Владислава Локетека, Бернарда Свідницького, Генріха VI Вроцлавського, Болеслава III Легницького. В результаті поразки від неї було втрачено Намислувське володіння.

### Стосунки з Русю
Після смерті короля Русі Лева II у 1323 році влада у Королівстві Русі (Галицько-Волинському князівстві) опинилася фактично у боярській раді. Остання стала шукати серед родичів Лева II претендента на трон. Серед кандидатів у 1324 році став Генріх IV, втім програв Болеславу Тройденовичу, якого бояри розглядали як більш прийнятного для себе.

### Стосунки з Німеччиною і Богемією
Разом з боротьбою з польськими князями Генріх IV опинився у небезпеці з півдня через амбіції Людовика IV, імператора Священної Римської імперії. За цих обстави було укладено союзи з ворогами імператора — папою римським Іваном XXII і Леопольдом I, герцогом Австрії. Невдовзі боротьба в Німеччині та Італії відволікла увагу Людовика IV від сілезьких справ. 1321 року передав усе Глогувське князівство братові Пшемислу.
У 1326 році Генріх IV уклав договір з братами князями Яном сцинавським і Пшемислом Глогувським згідно з яким, якщо один з них помре без спадкоємця чоловічої статі, два інших повинні були успадкувати його володіння. Того ж року Ян I, король Богемії, розпочав відкрите втручання в польські справи, претендуючи на корону усієї Польщі. Внаслідок цього виник конфлікт із Владиславом Локетеком, що 1320 року коронувався в Кракові. У 1327 році богемські війська почали наступ, але перед тим Ян I вирішив встановити владу на Сілезією.
У 1328 році Генріх IV (разом з братами Яном Сцинавським, Конрадом Олесницьким) і Болеславом III Легницьким був змушений визнати зверхність Богемії. Натомість Генріх IV отримав підтримки з боку Яна I у своїх претензіях на частину маркграфства Бранденбурзького як родича колишньої династії Асканіїв. Втім не домігся якогось успіху.
У 1331 року після смерті брата Пшемисла розділив його володіння (Глогувське князівство) з іншим братом — Яном сцинавським. Але того ж року до князівства вдерлися богемські війська, що його захопили. Складною ситуацією Генріха IV скористався Владислав Локетек, що у 1332 році захопив решту Великої Польщі.
Водночас Ян Сцинавський продав свою частку Глогувського князівства королю Яну I. Генріх IV залишився лише номінальним власником половини Глогувського князівства. У 1335 році разом з братом Конрадом Олесницьким викупив у Яна Сцинавського його князівство. 1341 року Генріх IV купив в останнього Всховське володіння у Любуській землі. Помер Генріх IV Вірний у 1342 році. Йому спадкував син Генріх V Залізний

## Родина
Дружина — Матильда, донька Германа I, маркграфа Бранденбург-Зальцведеля.
Діти:
- Ядвига (1316—1348), абатиса в Требницькому монастиры
- Генріх (1319—1369)
- Саломія (1320—1359), дружина графа Генріха II фон Рейса
- Аґнешка (1321—1362), дружина: 1) Лешка Ратиборського; 2) Людовика I, Бжезько-Легницького